# 1 Kaukaski Korpus Kawaleryjski
1 Kaukaski Korpus Kawaleryjski (ros. 1-й Кавказский кавалерийский корпус) – jeden ze związków operacyjno-taktycznych  Imperium Rosyjskiego w czasie I wojny światowej. Od czerwca 1916 – lutego 1917 Kaukaski Korpus Kawaleryjski.  Rozformowany na początku 1918 r.
Korpus przez cały czas swojegio istnienia wchodził w skład Armii Kaukaskiej

## Dowódcy Korpusu
- gen. lejtnant N. N. Baratow (kwiecień 1916 - kwiecień 1917),
- gen. lejtnant A. A. Pawłow (kwiecień  - czerwiec 1917),
- gen. lejtnant N. N. Baratow (od czerwca 1917),